# Димитър Кавръков
Димитър Атанасов Кавръков е български скулптор, иконописеец и дърворезбар. Син е на стария сливенски зограф Атанас Кавръков. Преподавател е по рисуване, история на изкуството и резбарство.
Димитър Кавръков е роден на 2 февруари 1910 година в град Сливен в квартала „Ново село“. През 1928 година завършва резбарския клас на мебелното училище в родният си град, при художника резбар Петър Дамянов – баща на поета Дамян Дамянов. В 1933 година е приет студент в Художествената академия в София. В приложния отдел на академията се обучава при скулптора проф. Атанас Дудолов, Иван Лазаров и Андрей Николов, така в 1938 година я завършва с отличен успех. Творческият си път Димитър започва с обиколки по различни обекти в Сливен и цяла Южна България. Инструменти, бои, материали и други занаятчийски пособия карат натоварени в една каруца. Двамата, баща и син съграздат около 45 иконостаса, въпреки че старият Кавръков е инвалид от Първата световна война. Понякога се случва да работят със заплащане в натура.
От 1930 година работи непрекъснато в областта на изобразителното изкуство, създавайки декоративни фигури на животни за паркова украса и фонтани, портрети на герои от близкото и далечното историческо минало. Ижползваните материали са камък и дърво. След като за една година преподава в гр. Русе в училището за вътрешна архитектура и мебелировка, продълвава учителската си практика в училищата в Етрополе, Котел и Сливен, в промишлени техникуми по дървообработване. Излиза в пенсия се пенсионира през 1970 година.
Димитър Кавръков е редовно участник от 1934 година в колективните художествени изложби със скулптура в Сливен, областни в Бургас, окръжни изяви в Стара Загора и Ямбол и в националните художествено-приложни изложби в София.
На изложението в Париж през 1937 година като представител на българския художествен отдел участва със скулптурата „Циганка“, изработена от дърво, притежание на художествената галерия в Сливен, „Политзатворник“ – гипс, „Надпяване“ – камък, „Плодородие край Тунджа“ – дърво, притежание на Националната художествена галерия и „Възрожденец“, притежание на Художествената гимназия в Казанлък.
Член на Съюза на българските художници от 1947 година. За високо художествено постижение в областта на изкуството му е дадена почетна значка „Златна емблема“ на град Сливен през 1970 година. Носител на голямата награда за литература и изкуство „Добри Чинтулов“.
Димитър Кавръков е автор на първия герб на Сливен, от 1952 година. За своето присъствие в изкуството Димитър Атанасов Кавръков е удостоен със званието Почетен гражданин на Сливен и народния орден „Св. св. Кирил и Методий“ – I степен.